# Toyota Corona Premio
Der Corona Premio (japanisch: コロナプレミオ) ist eine im Februar 1996 vorgestellte Modellreihe des japanischen Automobilherstellers Toyota und Nachfolger des Toyota Corona der Baureihe T190. Im Gegensatz zu seinen Vorgängern wurde das neue Modell als ein Subcompact konzipiert und angeboten. Erhältlich war der neue Corona Premio nur noch als Viertürer. Viele Bauteile wurden vom 1998 präsentierten Avensis übernommen.
Airbags für Fahrer und Beifahrer, ABS, ESP, Radio mit CD-Spieler und der Dreipunkt-Sicherheitsgurt waren Standard. Zu den beliebtesten Sonderausstattungen zählten das Sonnendach, Klimaautomatik und eines der Sportpakete.

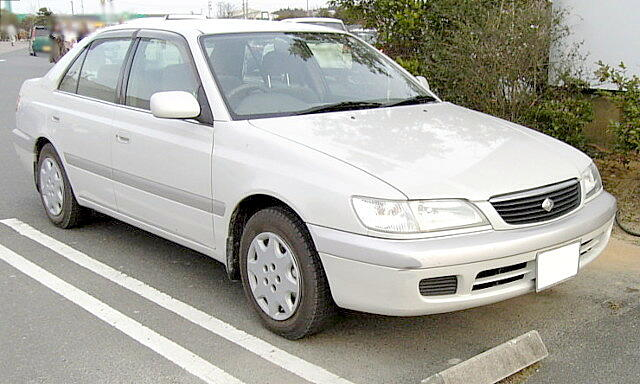
Toyota Corona Premio SE 2.2

Folgende Motorisierungen standen zur Wahl:
- 4A-FE mit 1587 cm³ Hubraum und einer Leistung von 105 PS (77 kW)
- 7A-FE mit 1762 cm³ Hubraum und einer Leistung von 115 PS (92 kW)
- 2C mit 1998 cm³ Hubraum und einer Leistung von 128 PS (94 kW)
- 3S-FE mit 1998 cm³ Hubraum und einer Leistung von 145 PS (107 kW)
- 3S-FSE mit 1998 cm³ Hubraum und einer Leistung von 190 PS (140 kW)
- 3C-TE mit 2164 cm³ Hubraum und einer Leistung von 131 PS (96 kW)

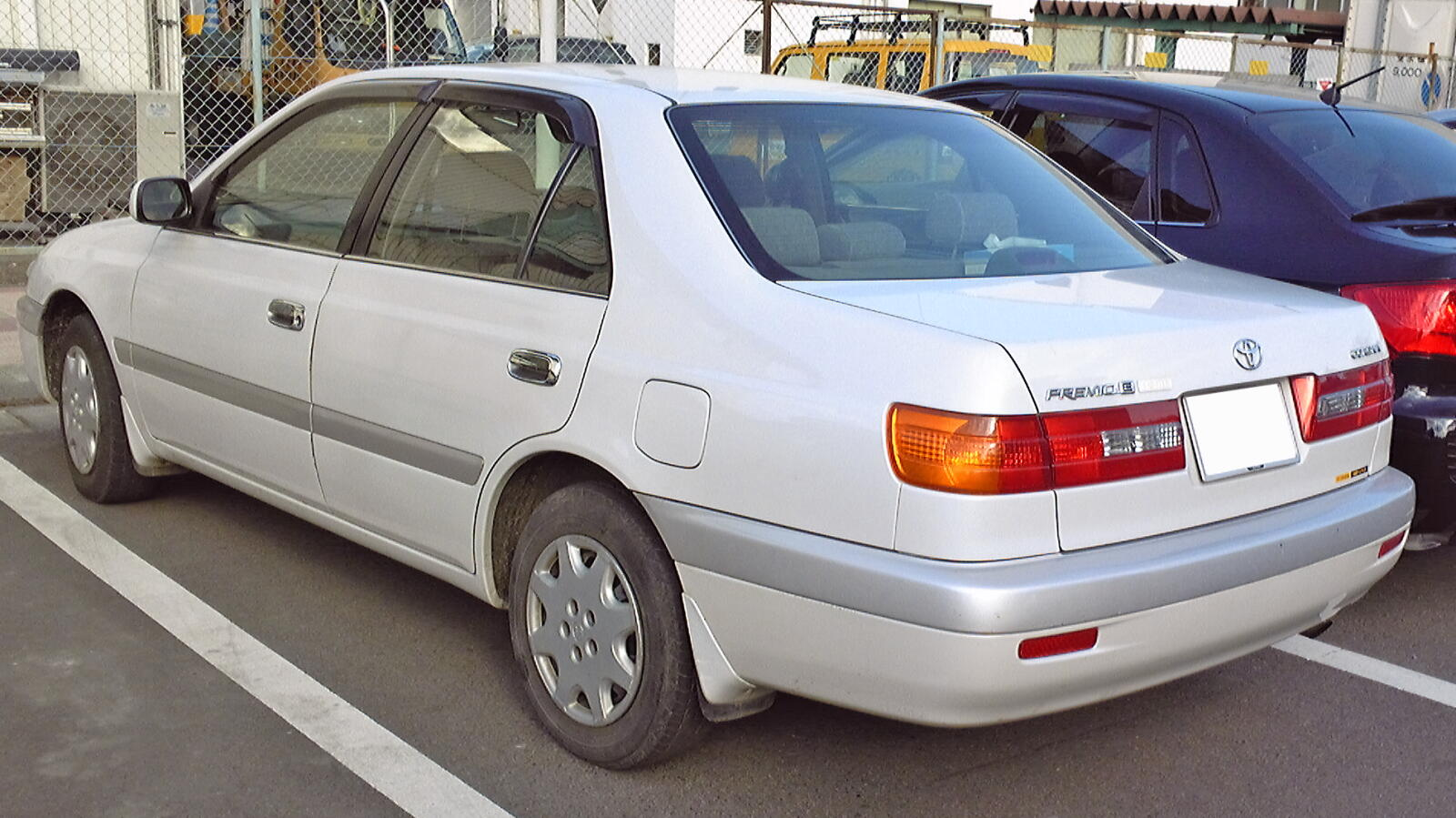
Die Heckansicht des Corona Premio

Nach Tests der GOA (Staatliches Zentrum für Verkehrssicherheit) im März 2003 erhielt der Corona Premio verheerende Bewertungen. Das Resultat einiger Crashtests ergab, dass weder der Rahmen noch die Karosserie den Fahrgästen ausreichenden Schutz bot. Der Seitenaufprallschutz hatte seine Aufgabe nicht erfüllt. Auch seien die Airbags dem Wagenraum nicht korrekt eingebaut, sodass eine zusätzliche Gefährdung aller Insassen bestehe. Weitere Mängel wurden an den Heckleuchten festgestellt. Diese hatten nach Angaben der GOA nicht ihren notwendigen Effekt. Die Leuchten seien durch die zu dunklen Rücklichter von weitem nur schwer erkennbar. In einem Detailtest kritisierte GOA auch die Klimaautomatik, die sehr kalt eingestellt sei und sich nicht über 20 °C regulieren lasse. In einem öffentlichen Aufruf wurde Toyota anschließend dazu aufgefordert den notwendigen Korrekturen nachzukommen.
Ohne Änderungen wurde der Corona Premio schließlich weitergebaut und bekam im April 1998 einen neuen Motor der Auswahl beigefügt:
- 3C-TE (TDI) mit 2196 cm³ Hubraum und einer Leistung von 176 PS (129 kW)

Die neue Dieselversion wurde standardmäßig mit einem 5-Gang-Automatikgetriebe ausgestattet. Bei den anderen Modellversionen war diese von nun an optional. Als Standard war bei diesen ein manuelles 4-Gang-Getriebe vorgegeben. Die Benziner wurden unterdessen zu Direkteinspritzern umfunktioniert, ohne dass die Leistung verändert wurde.
Nach 44 Jahren und fünf Monaten endete die Produktion des Toyota Coronas im Dezember 2001 endgültig. Bis dahin wurden 10.788.000 Einheiten der Modellserien Corona, CoronaLine, Corona Mark II und Corona EXiV gebaut.